# Otto Nebel
Otto Nebel (* 25. Dezember 1892 in Berlin; † 12. September 1973 in Bern) war ein deutscher Maler, Dichter und Schauspieler.

## Leben
Otto Nebel erhielt bis 1914 am Lessingtheater in Berlin Schauspielunterricht durch Rudolf Blümner und Friedrich Kayssler. Während des Ersten Weltkriegs war er Soldat. Ab 1918 entstand während einer 14-monatiger Kriegsgefangenschaft im englischen Colsterdale Zuginsfeld, eine expressionistische Dichtung zur Ächtung des Krieges. 1919 kehrte er nach Berlin zurück. Er lebte dort als Maler und Schriftsteller und befreundete sich mit Wassily Kandinsky, Paul Klee und Georg Muche. In dieser Zeit schloss er sich dem Kreis um den Schriftsteller Herwarth Walden und seiner Ehefrau Nell Walden an. 1923 gründete Nebel in Berlin zusammen mit Hilla von Rebay und Rudolf Bauer die Künstlergruppe Der Krater.
1924 heiratete Nebel Hildegard Heitmeyer, die er am Bauhaus in Weimar kennengelernt hatte. Sie war dort die Assistentin der Dozentin für praktische Harmonielehre Gertrud Grunow. Bis 1925 hielt er sich in Weimar auf, schrieb, malte und war als Schauspieler tätig. Als seine Werke ab 1933 durch die Nationalsozialisten als «Entartete Kunst» verunglimpft wurden, emigrierte er in die Schweiz. Er ließ sich erst in Muntelier, später dann in Bern nieder. Durch die Bemühungen Kandinskys bekam Nebel in den Jahren 1936 bis 1951 eine Art Stipendium von der Guggenheim Foundation zur Unterstützung.
1937 bis 1938 hielt sich Nebel in Italien auf, doch der Zweite Weltkrieg zwang ihn wieder in die Schweiz. Er beschäftigte sich im Exil immer stärker mit der Mystik und durch das Werk von Emanuel Swedenborg trat er 1942 in die Neue Kirche ein. 1951 bis 1955 verdiente sich Nebel seinen Lebensunterhalt als Schauspieler an den Berner Kammerspielen (heute Atelier-Theater) und 1952 wurde ihm wegen Untadeligkeit das Bürgerrecht von Bern verliehen. 1962 unternahm Nebel eine längere Reise nach Griechenland und in den Nahen Osten. Die künstlerische Aufarbeitung dieser Reise beschäftigte ihn bis an sein Lebensende. 1965 verlieh ihm die Bundesrepublik Deutschland das Große Bundesverdienstkreuz. 1969 schenkte er rund 200 Bilder dem Kunstmuseum Bern. 
Nebels schriftlicher Nachlass befindet sich im Schweizerischen Literaturarchiv in Bern.

## Malerei
Das bildnerische Werk Nebels besteht aus rund 1.900 meist kleinformatigen Ölbildern, über 4.000 Zeichnungen, Aquarellen, Gouachen und Linolschnitten. Die formale Nähe zu Werken Paul Klees ist unübersehbar. Zu seinen eigenständigsten bildnerischen Arbeiten gehört eine Reihe von Dom-Bildern, die seine Herkunft als Baufachmann erkennen lassen. Darin fand er die «grosse geistige Ordnung» der französischen Kathedralbaukunst bestätigt, die er in seinen während der 1930er-Jahre geschaffenen bauwerklichen Gefügen anstrebte. Nebels Arbeiten werden von der Otto-Nebel-Stiftung betreut, sind überwiegend im Schweizerischen Bundesarchiv gelagert und dort der Öffentlichkeit zugänglich.

## Ausstellungen (Auswahl)
- 2005: Gedenkausstellung Otto Nebel und Henriette Sechehaye, Villa Schüpbach, Steffisburg
- 2001: Kunsthaus Grenchen, Grenchen
- 1997: ehemalige Kunsthalle, Berlin
- 1990: Kunsthalle Marienbad, Freiburg i. B.
- 1976: Kunstsammlung Thun, Thun
- 1967: Kunsthalle Bern, Bern

## Werke
- „ZUGINSFELD“. Expressionistische Dichtung zur Ächtung des Krieges. In: Herwarth Walden (Hrsg.): Der Sturm, Berlin 1923; sowie: René Radrizzani (Hrsg.): Das dichterische Werk. - Edition Text + Kritik, München 1979 (vol. 1–3), in vol. 1 S. 5–181.
- Das Wesentliche. Eine Reinschrift. 1. Lichtungen. Der Sturm, Berlin 1924.
- Die Rüste-Wüste. Eine Keilschrift. Dion-Verlag Liebmann & Mette, Dessau 1926.
- Goldene Spur mit 34 farbigen Linolschnitten von Otto Nebel. 3. Druck der Arcade-Presse, Zürich 1962.
- Das Wesentliche. Wortlaut und acht Linolschnitte vom Stock von Otto Nebel 8. Druck der Arcade-Presse, Zürich 1967.
- Zehn späte Sinngefüge. 10 Farblinolschnitte von Otto Nebel. Galerie Schindler, Bern 1974.
- ZUGINSFELD. Grafik-Bilderzyklus von Otto Nebel (ab 1930 entstanden) nach der expressionistischen Dichtung zur Ächtung des Krieges. im Schweizer Bundesarchiv Bern; Lit. Therese Bhattacharya-Stettler: Otto Nebel. Benteli, Bern 1982, ISBN 3-7165-0410-6.
- UNFEIG. Eine Neun-Runen-Fuge, zur Unzeit gegeigt. Hrsg. und mit einem Nachwort von Daniel Berner und Andreas Mauz, mit einem Beitrag von Oskar Pastior, mit einer Lesung durch den Autor und vier faksimilierten Runenfahnen. Urs Engeler Editor, Basel/Weil am Rhein 2006.
- Sieben Trübsinnscheuchen. Seltsame Geschichten. Relief Verlag Eilers, München 1967.
- Die Sonnengesänge des Echnaton und des Franz von Assisi. Mit fünf Linolschnitten von Otto Nebel. Ars librorum Gotthard de Beauclair, Frankfurt am Main/Bern o. J. [1964].
- Worte zur rhythmischen Malerei. Dion-Verlag, Dresden 1931.

### Tonaufnahmen
- ZUGINSFELD. Expressionistische Dichtung zur Ächtung des Krieges. Gesprochen von Otto Nebel. Aufgenommen in Bern 1972 (rec. Bern 300772)
- Expressionistische Dichter des Sturms – Otto Nebel spricht: August Stramm, Kurt Schwitters, Otto Nebel. rec. Wien 1962; Amadeo AVRS 2060.